# Warcino
Warcino (německy Varzin) je vesnice na severu Polska. Administrativně patří do obce Kępice v Słupském okrese Pomořského vojvodství. Leží na levém břehu řeky Wieprzy tři kilometry jižně od samotných Kępic, třicet kilometrů jihozápadně od Słupska a 117 kilometrů západně od Gdaňska.
Zdejší zámek byl od roku 1867 v držení Otty von Bismarcka a jeho potomků.